# کوتوژ ویلکی
کوتوژ ویلکی (به لهستانی:  Kotórz Wielki) یک روستا در لهستان است که در گمینا توراوا واقع شده‌است. کوتوژ ویلکی  ۳۵۰ نفر جمعیت دارد.